# Sanktuarium Matki Bożej Pocieszenia na Pociesznej Górce
Sanktuarium Matki Bożej Pocieszenia – katolickie sanktuarium, potocznie zwane Pocieszną Górką, znajdujące się na pograniczu wsi Trzepnica i Teklin, w części Trzepnicy o nazwie Pocieszna Górka. 
Obraz Matki Bożej Pocieszenia Oblubienicy Ducha Świętego został koronowany koronami papieskimi (pobłogosławił je papież Benedykt XVI) w dniu 8 września 2007 r. przez kardynała Stanisława Dziwisza. Kustoszami sanktuarium są o. Przemysław Lutyński i o. Henryk Szymański z Instytutu Ojców Szensztackich.
Na terenie sanktuarium znajdują się:
- kaplica Matki Bożej Pocieszenia
- góra, zwana golgotą, z krzyżem na szczycie
- stacje Drogi Krzyżowej wokół kapliczki sanktuarium
- kapliczki maryjne, przedstawiające tajemnice Różańca Świętego, rozmieszczone wzdłuż drogi prowadzącej od kościoła parafialnego w Bęczkowicach do sanktuarium Matki Bożej Pocieszenia na Pociesznej Górce k. Trzepnicy
- źródełko Życia (studnia, na uboczu Pociesznej Górki
- ołtarz